# Кенсингтон (Острво Принца Едварда)
Кенсингтон (енгл. Kensingtоn) је варош у канадској провинцији Острво Принца Едварда и део је округа Принс. Смештен је на око 15 км североисточно од града Самерсајда и центар је аграрног подручја. 
Насеље је основано 1824. на месту познатом као Five Lanes End, односно месту на којем су се завршавале трасе пет локалних путева и првобитно се звало Беретс Крос. Садашње име насеље је добило 1862. по узору на Кенсингтонску палату у Лондону. Исте године кроз село је прошла траса железничке пруге која је повезивала градове Шарлоттаун и Самерсајд. Некадашње железничко стајалиште у вароши од 1976. налази се на листи националног историјског наслеђа Канаде.

Према подацима пописа становништва из 2011. у вароши је живело 1.496 становника у 705 домаћинстава, што је за 0,7% више у односу на попис из 2006. када је регистровано 1.485 становника.